# Малышкин, Олег Александрович
Оле́г Алекса́ндрович Малы́шкин (род. 7 апреля 1951, хутор Ново-Степановское, Тацинский район, Ростовская область) — российский политический деятель, депутат Государственной Думы РФ IV созыва фракции ЛДПР, кандидат в Президенты России 2004 года от ЛДПР.
Член комитета Госдумы по обороне, член комиссии по расследованию причин и обстоятельств совершения террористического акта в городе Беслане Республики Северная Осетия — Алания 1–3 сентября 2004 года. Мастер спорта СССР по футболу и боксу. По национальности — русский.

## Биография

### Ранние годы
Родился на хуторе Ново-Степановка в Обливском районе Ростовской области. С 16 лет начал свою трудовую деятельность.
В 1975 году окончил Новочеркасский политехнический институт имени Серго Орджоникидзе по специальности «горный инженер».

### Спортивная карьера
Как футболист Малышкин выступал за команды «Калитва» (Белая Калитва), «Торпедо» (Таганрог), «Уралан» (Элиста) и некоторые команды Ростова-на-Дону. Играл на позиции защитника, выступая, преимущественно, во второй лиге союзного чемпионата.
Уже будучи депутатом, Малышкин регулярно получал вызов в сборную российского парламента. Являясь одним из лидеров команды, Олег Александрович ни разу не потерпел с ней поражения от команд иностранных парламентариев.
Как боксёр, Малышкин также заслужил звание мастер спорта СССР, одержав за карьеру 12 побед нокаутом.
В 1988 году создал спортивный клуб ВД ФСО Профсоюзов и был его председателем.

### Трудовая деятельность
Окончив спортивную карьеру, работал на шахте забойщиком в лаве, добывал уголь. Однажды, узнав о рекорде одного украинского шахтёра, срубившего сразу 135 тонн (при дневной норме в 16 тонн), Олег решил превзойти своего коллегу, но остановился на цифре в 60 тонн, что тоже заслуживает большого уважения. Правда, бригадир отругал его, так как из-за таких рекордов могли повысить норму для всей бригады.

### Политическая карьера

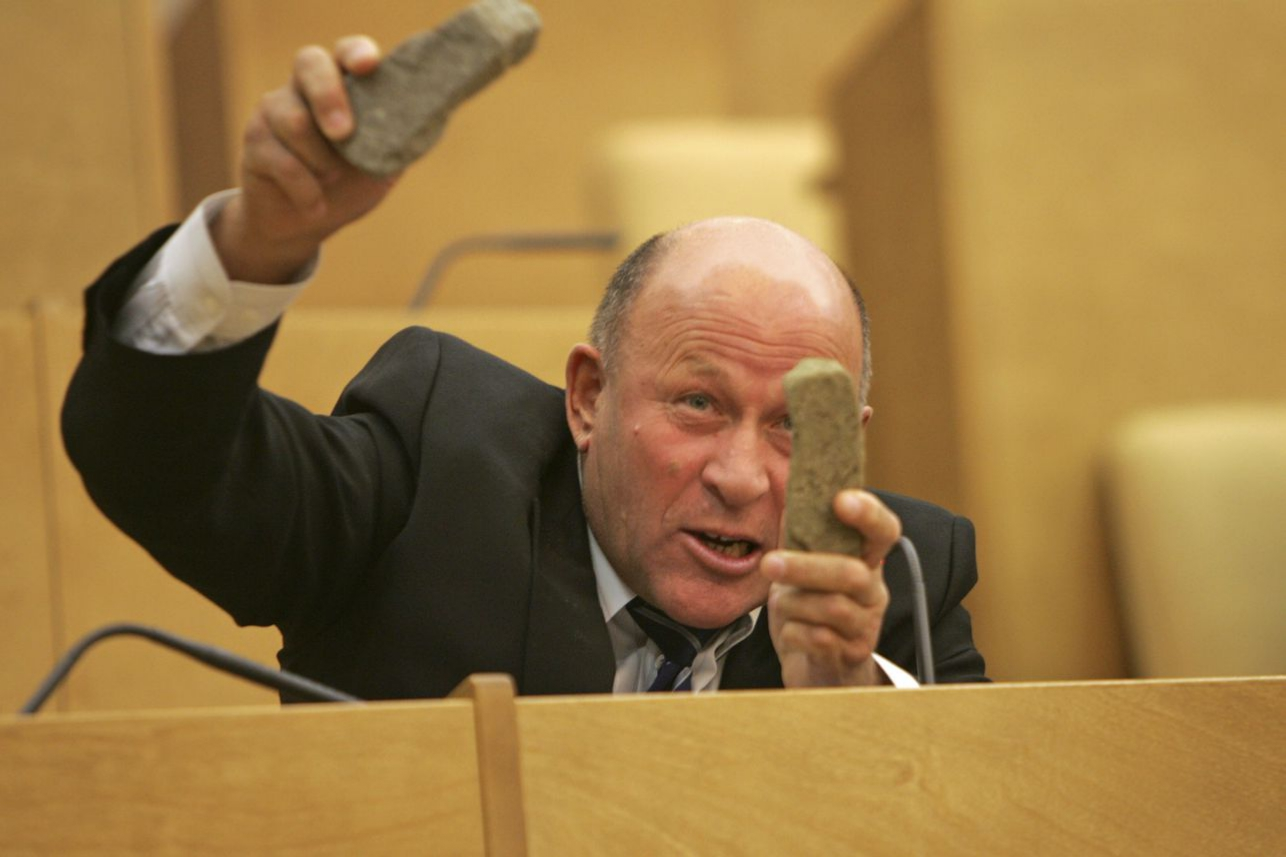
Депутат Государственной Думы О.А. Малышкин. Зал пленарных заседаний. 20 октября 2006 года

С 1991 года Малышкин член Либерально-демократической партии Советского союза (ЛДПСС). Сначала он занимал пост начальника охраны, затем стал заместителем главы партии — Владимира Жириновского.
В 1997—2001 годах был избран главой администрации Тацинского района Ростовской области.
В 2001—2003 годах — руководитель Центрального исполнительного аппарата партии ЦА ЛДПР.
В 2003—2007 годах на выборах в Государственную думу по партийным спискам прошёл депутатом в Государственную Думу Российской Федерации четвёртого созыва. Во время предвыборной кампании отметился в драке на телевизионных дебатах в рамках программы Савика Шустера «Свобода слова».
В 2003 году на посту руководителя центрального аппарата ЛДПР и далее депутата Госдумы, активно содействовал в попытке смещения действующего координатора местного отделения партии в г. Тольятти Ю.Микерина, в пользу его уполномоченного центрального аппарата ЛДПР, кандидата в депутаты, помощника депутата в Государственной думы, председателя правления ЖСК «Ветеран плюс» Людмилы Балашовой. Попытка смещения проходила с противостоянием местного отделения.
В 2004 году Владимир Жириновский предложил кандидатуру Малышкина на пост президента Российской Федерации от ЛДПР, предрекая ему второе место с результатом в 10 %. Приняв участие в президентских выборах 2004 года под девизом «Вспомнить о русских и заботиться о бедных», занял там общее пятое место из шести возможных, набрав 1 405 315 голосов (2,02 %). Малышкина также превзошёл почти на полтора процента так называемый кандидат «Против всех» (3,45 %). Надежды Жириновского стать премьер-министром при президенте Малышкине не оправдались.
4 апреля 2007 года на пленарном заседании Государственной Думы Малышкин заявил о том, что не может нормально работать в условиях гостиничного номера, который отведён ему по закону для проживания в Москве. Из-за неудобств он был намерен покинуть ряды нижней палаты парламента. Несмотря на то, что вице-спикер Артур Чилингаров сообщил через 10 минут о том, что Малышкину выделена отдельная квартира, 6 апреля Малышкин официально объявил свой уход как из фракции, так и из партии. Владимир Жириновский, комментируя уход Малышкина, заявил, что он был изгнан «за грубое нарушение партийной дисциплины», так как не участвовал в региональных выборах.
После завершения политической карьеры, на пенсии, проживает в ростовском селе.

### Личная жизнь
Был женат на Надежде Ивановне, имеет двух дочерей. Вторая жена Светлана Маковеева, дочь Александра.
Малышкин некрещёный, что не мешает ему верить в высшую силу и иногда ходить в церковь. Им был воздвигнут Храм Пресвятой Богородицы в Ростовской области без расхода бюджетных средств.
Рядом с его домом имеется огромная поляна, выступающая в роли футбольного поля. Здесь Малышкин принимает в качестве гостей бывших футболистов институтской студенческой команды «Политехник», иногда гоняя мяч вместе с ними. Участвует в футбольных ветеранских встречах. В свои годы старается поддерживать отличную спортивную форму.